# World Recreational Scuba Training Council
Der World Recreational Scuba Training Council (WRSTC, deutsch Weltweiter Freizeittauchsport-Ausbildungsverband) wurde im Jahr 1999 gegründet, um weltweite Mindeststandards für die Tauchausbildung der verschiedenen Tauchsportverbände, die Zertifizierungen (Brevets) anbieten, festzulegen. Der WRSTC beschränkt seine Mitglieder auf nationale oder regionale Verbände. Diese bestehen aus einzelnen Ausbildungsorganisationen, die zusammen mindestens 50 Prozent der jährlichen Tauchzertifizierungen im Land oder der Region der Mitglieder repräsentieren. Ein nationaler beziehungsweise regionaler Verband wird als ein RSTC (Recreational Scuba Training Council, Freizeittauchsport-Ausbildungsverband) bezeichnet; es gibt derzeit vier Recreational Scuba Training Councils, darunter den regionalen Verband RSTC Europe sowie die drei nationalen Verbände United States RSTC, RSTC Canada und C-Card Council (RSTC Japan).
Die bedeutendsten Ausbildungsverbände, die nicht dem WRSTC als Mitglieder der regionalen RSTCs angeschlossen sind, sind Confédération Mondiale des Activités Subaquatiques (CMAS) und British Sub-Aqua Club (BSAC).

## Mitgliedsverbände

### RSTC Europe
Der 1994 gegründete RSTC Europe ist derzeit Mitglied der European Underwater Federation. Die folgenden Verbände sind im RSTC Europe organisiert:
- Divers Alert Network Europe
- International Aquanautic Club (IAC)
- IDA
- IDDA
- IDEA Europe[3]
- National Association of Scuba Diving Schools (NASDS)[4]
- PADI EMEA
- Professional Diving Association[5]
- Professional Scuba Schools[6]
- RAID[7]
- SDI Germany[8]
- Scuba Nitrox Safety International[9]
- SSI Europe
- Verband Internationaler Tauchschulen (VIT)[10]

### United States RSTC
Auf der Basis vorheriger Versuche innerhalb der USA, verschiedene Aspekte des Sporttauchens durch gesetzgeberische Maßnahmen zu reglementieren, wurde der US RSTC im Jahr 1986 zur permanenten Koordinierung der US-amerikanischen Tauchsport-Ausbildungsorganisationen gegründet. 1991 ersetzte der US RSTC den Verband Diving Equipment Manufacturers Association (DEMA, Tauchausrüstungsherstellerverband) als Sekretariat für das ANSI Comitee for Underwater Safety (auch Z86 Committee, ANSI Komitee für Unterwassersicherheit). Das Z86 Committee wurde nach und nach ersetzt durch das Committee for Diving Instructional Standards and Safety (auch Z375 committee, Komitee für Tauchausbildungsstandards und Sicherheit). 2007 ernannte die ANSI das Committee for Diving Instructional Standards and Safety als RSTC ASC Z375 zum ANSI Accredited Standards Developer (ASD, ANSI akkreditierter Standardentwickler).
Der US RSTC war – zusammen mit der Undersea and Hyperbaric Medical Society (UHMS, Unterwasser und hyperbare medizinische Gesellschaft) – verantwortlich für die Entwicklung von festgelegten Tauchtauglichkeitsattesten und Mindeststandards bei der Tauchausbildung bzw. Sporttauchbrevets wie Open Water Diver, Entry level Rescue Diver, Dive Supervisor, Assistant Instructor, Scuba Instructor und Scuba Instructor Trainer sowie von technischen Zertifizierungen wie solchen für das Tauchen mit Nitrox und Standards für Tauchzeichen.
Die Mitgliedschaft in einem beim US RSTC organisierten Tauchsportverband ist Mindestkriterium von Scouting America (BSA) für die Auswahl an Tauchlehrern zur Ausbildung der BSA-Mitglieder zum Erreichen des Scuba Diving merit badge.
Die folgenden Verbände sind im RSTC USA organisiert:
- IANTD – International Association of Nitrox and Technical Divers
- NAUI – National Association of Underwater Instructors
- PADI – Professional Association of Diving Instructors
- PDIC – The Professional Diving Instructors Corporation
- RAID – Rebreather Association of International Divers
- SCUBA Educators (Zusammenschluss von PDIC und SEI)
- SDI – Scuba Diving International
- SNSI – Scuba and Nitrox Safety International
- SSI – Scuba Schools International
- NASE – National Academy of SCUBA Educators

### RSTC Canada
Die folgenden Verbände sind im RSTC Canada – der von PADI Canada betreut wird – organisiert:
- ACUC Canada[18]
- PADI Canada
- SDI North America[19]

### C-Card Council (Japan)
Die folgenden Verbände sind im C-Card Council – der von PADI Japan betreut wird – organisiert:
- PADI Japan
- SSI Nippon